# Kamienica (dopływ Bobru)
Kamienica (niem. Kemnitzbach) – rzeka, lewy dopływ Bobru o długości 21,23 km. 
Płynie na terenie województwa dolnośląskiego w Górach Izerskich i na Pogórzu Izerskim. Źródła rzeki znajdują się na przełęczy rozdzielającej Kamienicę i Kowalówkę. Uchodzi do Jeziora Pilchowickiego. W swoim biegu przyjmuje następujące prawobrzeżne dopływy: Czarny Potok, Hucianka, Chromiec, Kamionka.